# 戴維·瓊斯 (電子遊戲開發者)

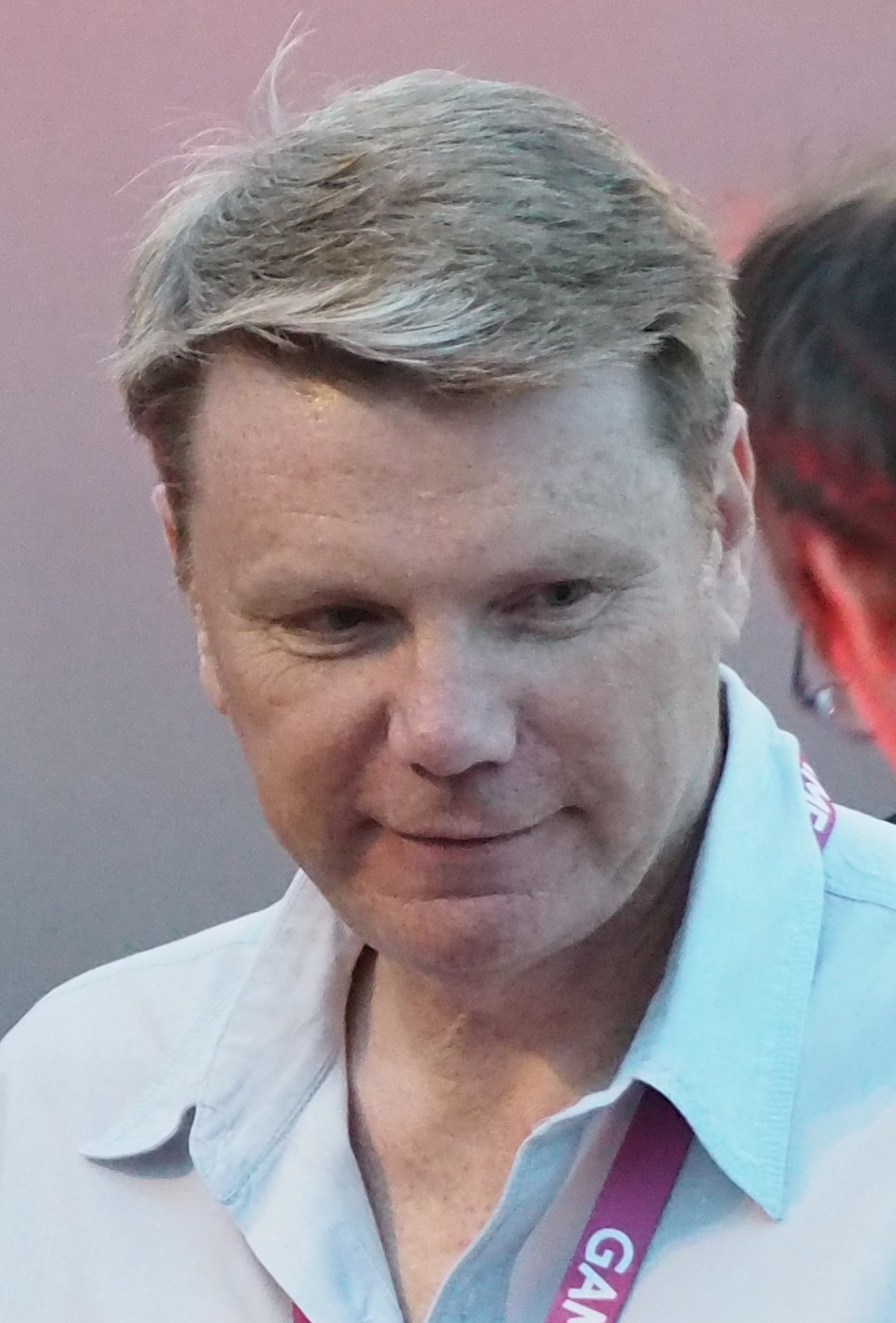
戴維·瓊斯

戴維·斯科特·琼斯（英語：David Scott Jones；1965年10月—）是苏格兰游戏程序师和企业家。他于1987年和他人共同创立了DMA Design（Rockstar North前身），2002年與他人共同创立了Realtime Worlds，2012年共同创立了Cloudgine 。 戴維·瓊斯參與開發了《百戰小旅鼠》、《俠盜獵車手》、《Crackdown》以及《全面通緝》。 
2009年，他被IGN评选为史上最伟大的100位游戏创作者之一。